# Гошен (Индиана)
Гошен (англ. Goshen) — город и административный центр округа Элкхарт в штате Индиана США. Он расположен в северной части Индианы недалеко от границы с Мичиганом, в регионе, известном как Мичиана. Гошен находится в 10 милях к юго-востоку от Элкхарта, в 25 милях к юго-востоку от Саут-Бенда, в 120 милях к востоку от Чикаго и в 150 милях к северу от Индианаполиса. По данным переписи 2020 года, численность населения составляла 34 517 человека.
Город известен как крупный центр производства транспортных средств для отдыха и аксессуаров, местонахождение небольшого меннонитского гуманитарного колледжа и окружной ярмарки 4-H Fair, одной из крупнейших в США.

## Население
| 2010   | 2020    |
| ------ | ------- |
| 31 719 | ↗34 517 |

## Известные жители
- Говард Хоукс (1896—1977) — американский кинорежиссёр, сценарист, продюсер.
- Шек Борковски (род. 1963) — польский футбольный тренер, с 2004 года работающий с американскими женскими командами.
- Кейт Болдуан (род. 1983) — американская телеведущая и журналистка.
- Эндрю Тейт (род. 1986) — американо-британская интернет-звезда, бывший профессиональный кикбоксер, предприниматель.